# Sabonete

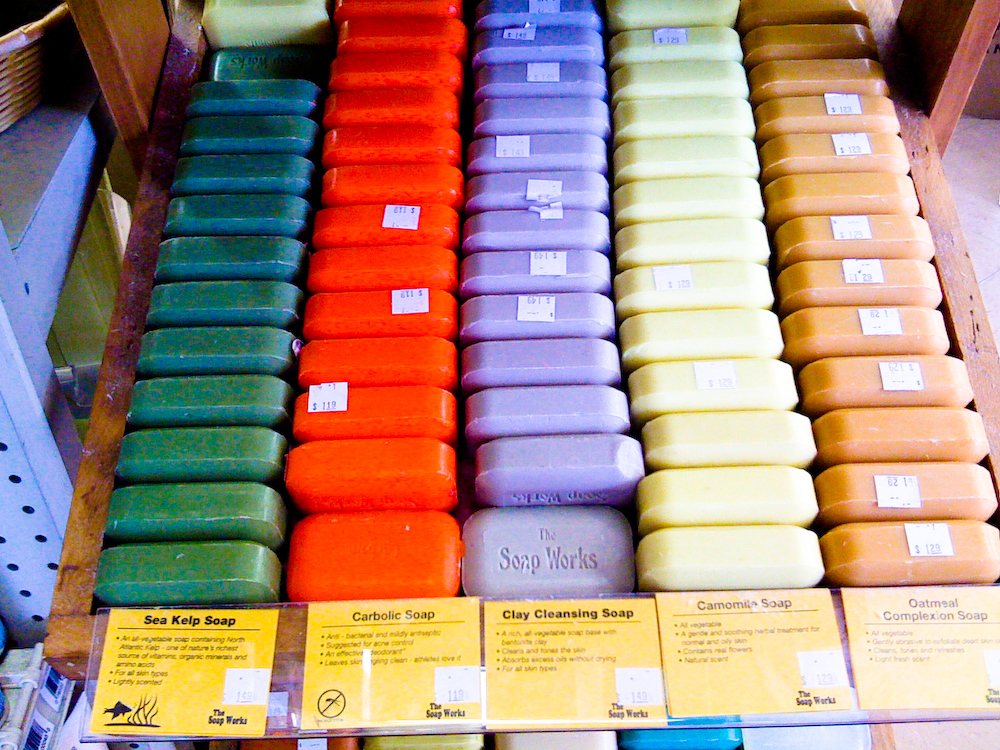
Diferentes sabonetes

O sabonete é um produto utilizado para a higiene pessoal, composto principalmente por ácido graxo animal (gordura) e vegetal (óleos), além de álcalis e alguns aditivos complementares responsáveis pela fragrância.
Assim como o sabão, o sabonete é produzido através da saponificação, porém são produzidos com gorduras de qualidades superiores e substâncias derivadas, como perfumes e corantes.

## Reação de saponificação
Assim como o sabão, o sabonete sólido resulta da reação de saponificação, um processo reacional em que o óleo ou a gordura reage com a álcalis formando um sal. Neste processo, o ácido graxo, seja animal ou vegetal, reage com a substância básica desintegrando-se em três partes que recebem um átomo do metal (sódio ou potássio). Além disso, uma molécula de glicerina também é formada.
O sal resultado da reação de saponificação apresenta uma região polar e outra apolar, esta característica faz com que o sabonete interaja com uma gama de substâncias.

## Compostos
Em geral, os sabonetes possuem cinco compostos, dentre eles estão:
- Gorduras: lípidos com pelo menos duas ramificações saturadas, oriundos da reação o glicerol e ácidos graxos.
- Óleos: oposto das gorduras, os óleos são lípidos com pelo menos duas ramificações insaturadas. A reação que origina os óleos é a mesma das gorduras.
- Álcalis: substâncias básicas na produção dos sabonetes. As mais comuns utilizadas são o Hidróxido de sódio (NaOH), Hidróxido de potássio (KOH) e o Carbonato de sódio (Na2CO3). Todas apresentam-se em estado sólido e coloração branca.
- Aditivos: de uma forma geral, são os produtos que fornecem as fragrâncias e colorações ao sabonete.

## Regulamentação
No Brasil, segundo a Agência Nacional de Vigilância Sanitária, os sabonetes faciais, corporais e desodorantes não necessitam de apresentar suas informações, tais como: o modo de uso e suas restrições. Entretanto, é obrigatório que os sabonetes bactericidas, íntimos e infantis apresentam tais informações, além de sua comprovação de segurança.